# Majla Zeneli
Majla Zeneli (ur. 1980 w Tiranie) – albańska artystka, poetka i autorka opowiadań, mieszkająca w Polsce i w Niemczech.

## Życiorys
W latach 1997–2001 studiowała w Szkole Sztuk Pięknych im. Stanisława Kopystyńskiego we Wrocławiu, a następnie we wrocławskiej Akademii Sztuk Pięknych (2001–2006). Pracę dyplomową obroniła w czerwcu 2006, pod kierunkiem prof. Eugeniusza Get-Stankiewicza. Jest laureatką stypendium im. Tadeusza Kulisiewicza dla najlepszego studenta grafiki w Polsce. Po raz pierwszy zaprezentowała swoje prace w 2008 na Międzynarodowym Triennale Małe Formy Grafiki w Łodzi. Swoje prace wystawiała w galeriach niemieckich: w Wiesbaden i Halle (Saale), a także we wrocławskiej Galerii Rewolucja. Specjalizuje się w drzeworycie. W 2013 jej drzeworyty wystawiano w Lipsku i Hildesheim.
W 2000 nakładem wydawnictwa Toena ukazał się w Tiranie tomik jej opowiadań Copeza fytyre.

## Nagrody
- VIII Quadriennale Drzeworytu i Linorytu Polskiego, Olsztyn 2003, II nagroda
- Międzynarodowe Triennale Małe Formy Grafiki, Polska - Łódź 2008, medal honorowy
- Nagroda Pro Figura III (Niemcy)